# Ященко Леопольд Іванович
Леопо́льд Іва́нович Я́щенко (* 2 червня 1928, Київ — 2 квітня 2016) — український музикознавець, фольклорист, диригент, композитор. Кандидат мистецтвознавства (1961). Засновник та керівник хору «Гомін» (1969).
Лауреат Шевченківської премії (1993).

## Біографія
Народився 2 червня 1928 року в Києві.
У 1947–1949 навчався у Київському державному музичному училищі ім. Р. Глієра, у 1954 закінчив історико-теоретичний факультет Київської консерваторії, у 1957 — аспірантуру Інституту мистецтвознавства, фольклору та етнографії АН УРСР.
З листопада 1957 по грудень 1962 обіймав посаду молодшого наукового співробітника Інституту мистецтвознавства, фольклору та етнографії АН УРСР. У 1961 захистив кандидатську дисертацію на тему «Українське народне багатоголосся». У 1962 став старшим науковим співробітником відділу фольклористики.
1968 — був звільнений з посади через підписання колективного листа української громадськості до ЦК КПРС з приводу закритих судових процесів над інакодумцями. Перейшов на творчу роботу.
У 1969 організував етнографічний хор «Гомін», метою якого було відродження у Києві українського календарного фольклору, народних звичаїв і свят: колядок, щедрівок, веснянок, святкування Купала тощо. Проте 28 вересня 1971 Леопольда Ященко було виключено із Спілки композиторів України за «ідейні помилки, припущені в керівництві хором», а хор ліквідовано як «націоналістичний». Того ж року Л.Ященка виключили зі Спілки композиторів СРСР за «націоналістичну діяльність».
Відтак Л. Ященко працював методистом-організатором, а в 1972–1973 — завідувачем дитячого сектору при Будинку композиторів України, у 1975–1976 керував фольклорним ансамблем при Київському інституті народного господарства. Перебуваючи в опалі, працював маляром 3-го розряду будівельної бригади на заводі «Молния» (Баришівка), теслярем у радгоспі «Рославичі».
У 1984 став керівником Клубу народної хорової пісні, того ж року організував етнографічний хор, який співав на алеях Гідропарку. У 1985 хор приписали до Будинку культури «Київметробуду», а в 1988 йому повернули назву «Гомін». У 1989 Леопольда Ященка поновили у Спілці композиторів України, а хор «Гомін» першим у Києві публічно виконав національний гімн «Ще не вмерла Україна».
У 1992 вступив до Національної всеукраїнської музичної спілки.
У червні 1997 в Києві зареєстровано нове громадське об'єднання: Клуб шанувальників народної пісні «Гомін». У його складі під керівництвом Леопольда Івановича працюють: хор «Гомін», академічний ансамбль «Криниця» (при Будинку вчених), чоловічий гурт «Козаки» та гурт музик «Родина Вербовецьких».
2 квітня 2016 року Леопольд Іванович помер у Києві на 87-му році життя залишивши у спадок десятиліття невпинної роботи по відродженню та розповсюдженню української пісні та фольклору, українських народних звичаїв та свят в Україні.

## Родина
- Батько — Іван Якович Ященко (1903—1944), інженер-електрик
- Мати — Галина Митрофанівна (1901—1931), учителька української мови і літератури
- Дружина — Орел Лідія Григорівна (1937—2025), етнограф, провідний спеціаліст Музею народної архітектури та побуту України
- Син — Іван (нар. 09.07.1959), перекладач з анґлійської та італійської мов
- Син — Тарас (07.01.1964 — 16.03.2017), композитор, піаніст

## Праці та твори

### Автор праць
Видання й публікації // Леопольд Ященко: життя для Пісні
- «П. Д. Демуцький (нарис про життя і творчість)» (1957),
- «Г. Г. Верьовка (нарис про життя і творчість)» (1965),
- «Українське народне багатоголосся» (1962).
- «Державна заслужена капела бандуристів Української РСР» Музична Україна, Київ — 1970 78С(С2)2 Я97
- «Україна в обрядах на межі тисячоліть» (добірка пісень; 2001),
- «Українська родина» (добірка пісень; 2000),
- «Пісні Черкащини» (збірник; 2004),
- «Шевченків край» (добірка пісень; 2005),
- «Колядки та щедрівки» (репертуарний збірник, 2005),
- «Красна весна, тихе літо» (репертуарний збірник, 2007)

### Упорядник і автор вступних статей до видань
- «Українські народні романси» / Упорядкування, передмова та примітки Леопольда Ященка. Відповідальний редактор Микола Гордійчук. Інститут мистецтвознавства, фольклору та етнографії АН УРСР. — Київ: Вид-во АН УРСР, 1961. — 411 c.
- «Буковинські народні пісні» (1963)
- «Українське народне багатоголосся» (1963)

### Твори
- кантата «Поема про Україну» (1954),
- пісні та хори на власні тексти,
- обробки народних пісень,
- понад 100 статей з питань музичної культури та фольклору, сценаріїв фольклорних свят, музичних творів.

## Відзнаки та премії
- Премія ім. П.Чубинського (1992)
- Шевченківська премія (1993) за активну діяльність щодо збереження, відродження та популяризації української народної творчості.

## Вшанування пам'яті
- 8 грудня 2022 року Київська міська рада перейменувала провулок Василя Жуковського на провулок Леопольда Ященка.[2]